# Corquoy
Corquoy es una comuna nueva francesa situada en el departamento de Cher, de la región de Centro-Valle del Loira.

## Historia
El 1 de enero de 2019 pasó a ser una comuna nueva al absorber la comuna de Sainte-Lunaise.

## Demografía
Según los datos aportados en la última resolución del prefecto de Cher, la comuna pasa a tener 232 habitantes.

## Composición
| Comuna fusionada | Código INSEE | Población  | Superficie (km²) | Densidad (hab./km²) |
| ---------------- | ------------ | ---------- | ---------------- | ------------------- |
| Corquoy          | 18073        | 205 (2015) | 22.62            | 9                   |
| Sainte-Lunaise   | 18222        | 17 (2016)  | 13.95            | 1.2                 |